# Élections législatives de 1902 dans les Bouches-du-Rhône
Les élections législatives de 1902 ont eu lieu les 27 avril et 11 mai 1902.

## Élus
|   | Circonscription  | Député sortant           |                          | Groupe parlementaire       | Député élu           |  | Groupe parlementaire       |
| - | ---------------- | ------------------------ | ------------------------ | -------------------------- | -------------------- |  | -------------------------- |
| 1 | 1re d'Aix        | Camille Perreau          |                          | Républicains progressistes | Gabriel Baron        |  | Non-inscrit                |
| 2 | 2e d'Aix         | Camille Pelletan         |                          | Groupe radical-socialiste  | Camille Pelletan     |  | Radical-socialiste         |
| 3 | Arles            | Henri Michel             |                          | Groupe radical-socialiste  | Henri Michel         |  | Radical-socialiste         |
| 4 | 1re de Marseille | Maximilien Carnaud       |                          | Union socialiste           | Maximilien Carnaud   |  | Socialiste parlementaire   |
| 5 | 2e de Marseille  | Bernard Cadenat          |                          | Union socialiste           | Bernard Cadenat      |  | Socialiste parlementaire   |
| 6 | 3e de Marseille  | Joseph Thierry           |                          | Républicains progressistes | Joseph Thierry       |  | Républicains progressistes |
| 7 | 4e de Marseille  | Joseph Chevillon         |                          | Gauche démocratique        | Henri Brisson        |  | Gauche radicale            |
| 8 | 5e de Marseille  | Antide Boyer             |                          | Union socialiste           | Jean-Baptiste Ripert |  | Républicains progressistes |
| 9 | 6e de Marseille  | Nouvelle circonscription | Nouvelle circonscription | Nouvelle circonscription   | Antide Boyer         |  | Socialiste parlementaire   |

## Résultats à l'échelle du département
| Partis         | Partis                                      | Premier tour | Premier tour | Deuxième tour | Deuxième tour | Sièges |
| Partis         | Partis                                      | Voix         | %            | Voix          | %             | Sièges |
| -------------- | ------------------------------------------- | ------------ | ------------ | ------------- | ------------- | ------ |
|                | Radicaux socialistes                        | 21 776       | 18,87        | 10 431        | 17,27         | 2      |
|                | Républicains progressistes antiministériels | 19 329       | 16,75        | 12 883        | 21,33         | 2      |
|                | Parti socialiste français                   | 17 437       | 15,11        | Retrait       | Retrait       | 2      |
|                | Parti nationaliste                          | 17 357       | 15,04        | Retrait       | Retrait       | 0      |
|                | Parti ouvrier français                      | 16 093       | 13,95        | 12 990        | 21,51         | 2      |
|                | Radicaux                                    | 9 946        | 8,62         | 12 414        | 20,55         | 1      |
|                | Socialistes                                 | 9 741        | 8,44         | 6 661         | 11,03         | 0      |
|                | Monarchistes                                | 2 873        | 2,49         | 4 720         | 7,82          | 0      |
|                | Divers                                      | 849          | 0,74         | 297           | 0,49          | 0      |
|                |                                             |              |              |               |               |        |
| Inscrits       | Inscrits                                    | 165 658      | 100,00       | 93 587        | 100,00        | 9      |
| Votants        | Votants                                     | 117 876      | 71,16        | 61 452        | 65,66         |        |
| Abstentions    | Abstentions                                 | 47 782       | 28,84        | 32 135        | 34,34         |        |
| Blancs et nuls | Blancs et nuls                              | 2 475        | 2,10         | 1 056         | 1,72          |        |
| Exprimés       | Exprimés                                    | 115 401      | 97,90        | 60 396        | 98,28         |        |
|                |                                             |              |              |               |               |        |
|                | Bloc des gauches ministériels               | 67 459       | 58,46        | 36 722        | 60,80         | 7      |
|                | Oppositions antiministérielles              | 43 757       | 37,92        | 23 377        | 38,71         | 2      |
|                | Socialistes antiministériels                | 3 336        | 2,89         |               |               | 0      |

## Résultats par arrondissement

### Arrondissement d'Aix

#### 1recirconscription
| Candidat       | Candidat        | Parti                                    | Premier tour | Premier tour | Deuxième tour | Deuxième tour |
| Candidat       | Candidat        | Parti                                    | Voix         | %            | Voix          | %             |
| -------------- | --------------- | ---------------------------------------- | ------------ | ------------ | ------------- | ------------- |
|                | Gabriel Baron   | POF (ministériel)                        | 4 646        | 37,96        | 6 559         | 53,97         |
|                | Camille Perreau | Républicain progressiste antiministériel | 4 237        | 34,62        | 5 540         | 45,58         |
|                | André Lefèvre   | PSF                                      | 3 355        | 27,41        | Retrait       | Retrait       |
|                | Divers          | Divers                                   | 1            | 0,01         | 55            | 0,45          |
|                |                 |                                          |              |              |               |               |
| Inscrits       | Inscrits        | Inscrits                                 | 15 784       | 100,00       | 15 784        | 100,00        |
| Votants        | Votants         | Votants                                  | 12 324       | 78,08        | 12 407        | 78,60         |
| Abstention     | Abstention      | Abstention                               | 3 460        | 21,92        | 15 531        | 98,40         |
| Blancs et nuls | Blancs et nuls  | Blancs et nuls                           | 85           | 0,69         | 253           | 2,04          |
| Exprimés       | Exprimés        | Exprimés                                 | 12 239       | 99,31        | 12 154        | 97,96         |

#### 2ecirconscription
| Candidat       | Candidat         | Parti              | Premier tour | Premier tour |
| Candidat       | Candidat         | Parti              | Voix         | %            |
| -------------- | ---------------- | ------------------ | ------------ | ------------ |
|                | Camille Pelletan | Radical socialiste | 7 371        | 98,99        |
|                | Felloneau        | POF                | 17           | 0,23         |
|                | Divers           | Divers             | 58           | 0,78         |
|                |                  |                    |              |              |
| Inscrits       | Inscrits         | Inscrits           | 16 863       | 100,00       |
| Votants        | Votants          | Votants            | 8 456        | 50,15        |
| Abstention     | Abstention       | Abstention         | 8 407        | 49,85        |
| Blancs et nuls | Blancs et nuls   | Blancs et nuls     | 1 010        | 11,94        |
| Exprimés       | Exprimés         | Exprimés           | 7 446        | 88,06        |

### Arrondissement d'Arles
| Candidat       | Candidat       | Parti              | Premier tour | Premier tour | Deuxième tour | Deuxième tour |
| Candidat       | Candidat       | Parti              | Voix         | %            | Voix          | %             |
| -------------- | -------------- | ------------------ | ------------ | ------------ | ------------- | ------------- |
|                | Henri Michel   | Radical socialiste | 9 043        | 47,98        | 10 431        | 98,41         |
|                | Victor Thierry | PN                 | 6 475        | 34,35        | Retrait       | Retrait       |
|                | Antoine Ripert | POF                | 3 319        | 17,61        | Retrait       | Retrait       |
|                | Divers         | Divers             | 11           | 0,06         | 168           | 1,59          |
|                |                |                    |              |              |               |               |
| Inscrits       | Inscrits       | Inscrits           | 28 162       | 100,00       | 28 662        | 100,00        |
| Votants        | Votants        | Votants            | 18 951       | 67,29        | 10 982        | 38,32         |
| Abstention     | Abstention     | Abstention         | 9 211        | 32,71        | 17 680        | 61,68         |
| Blancs et nuls | Blancs et nuls | Blancs et nuls     | 103          | 0,54         | 383           | 3,49          |
| Exprimés       | Exprimés       | Exprimés           | 18 848       | 99,46        | 10 599        | 96,51         |

### Arrondissement de Marseille

#### 1recirconscription
| Candidat       | Candidat           | Parti                                | Premier tour | Premier tour | Deuxième tour | Deuxième tour |
| Candidat       | Candidat           | Parti                                | Voix         | %            | Voix          | %             |
| -------------- | ------------------ | ------------------------------------ | ------------ | ------------ | ------------- | ------------- |
|                | Maximilien Carnaud | POF (ministériel)                    | 5 557        | 48,07        | 6 431         | 52,65         |
|                | Vassal             | Radical (antiministériel)            | 3 791        | 32,79        | 5 774         | 47,27         |
|                | Léon Bergasse      | PN                                   | 1 288        | 11,14        | Retrait       | Retrait       |
|                | Maysonnave         | Radical socialiste (antiministériel) | 407          | 3,52         |               |               |
|                | Poggi              | Socialiste                           | 222          | 1,92         |               |               |
|                | Divers             | Divers                               | 295          | 2,55         | 10            | 0,08          |
|                |                    |                                      |              |              |               |               |
| Inscrits       | Inscrits           | Inscrits                             | 16 668       | 100,00       | 16 668        | 100,00        |
| Votants        | Votants            | Votants                              | 11 779       | 70,67        | 12 335        | 74,00         |
| Abstention     | Abstention         | Abstention                           | 4 889        | 29,33        | 4 333         | 26,00         |
| Blancs et nuls | Blancs et nuls     | Blancs et nuls                       | 219          | 1,86         | 120           | 0,97          |
| Exprimés       | Exprimés           | Exprimés                             | 11 560       | 98,14        | 12 215        | 99,03         |

#### 2ecirconscription
| Candidat       | Candidat        | Parti          | Premier tour | Premier tour |
| Candidat       | Candidat        | Parti          | Voix         | %            |
| -------------- | --------------- | -------------- | ------------ | ------------ |
|                | Bernard Cadenat | PSF            | 6 470        | 55,28        |
|                | Eugène Pierre   | PN             | 5 110        | 43,66        |
|                | Divers          | Divers         | 125          | 1,07         |
|                |                 |                |              |              |
| Inscrits       | Inscrits        | Inscrits       | 16 355       | 100,00       |
| Votants        | Votants         | Votants        | 11 924       | 72,91        |
| Abstention     | Abstention      | Abstention     | 4 431        | 27,09        |
| Blancs et nuls | Blancs et nuls  | Blancs et nuls | 219          | 1,84         |
| Exprimés       | Exprimés        | Exprimés       | 11 705       | 98,16        |

#### 3ecirconscription
| Candidat       | Candidat       | Parti                                    | Premier tour | Premier tour |
| Candidat       | Candidat       | Parti                                    | Voix         | %            |
| -------------- | -------------- | ---------------------------------------- | ------------ | ------------ |
|                | Joseph Thierry | Républicain progressiste antiministériel | 10 435       | 70,10        |
|                | Charles Baron  | Socialiste                               | 2 650        | 17,80        |
|                | Billès         | Radical socialiste                       | 1 795        | 12,06        |
|                | Divers         | Divers                                   | 6            | 0,04         |
|                |                |                                          |              |              |
| Inscrits       | Inscrits       | Inscrits                                 | 20 218       | 100,00       |
| Votants        | Votants        | Votants                                  | 15 151       | 74,94        |
| Abstention     | Abstention     | Abstention                               | 5 067        | 25,06        |
| Blancs et nuls | Blancs et nuls | Blancs et nuls                           | 265          | 1,75         |
| Exprimés       | Exprimés       | Exprimés                                 | 14 886       | 98,25        |

#### 4ecirconscription
| Candidat       | Candidat          | Parti                                    | Premier tour | Premier tour | Deuxième tour | Deuxième tour |
| Candidat       | Candidat          | Parti                                    | Voix         | %            | Voix          | %             |
| -------------- | ----------------- | ---------------------------------------- | ------------ | ------------ | ------------- | ------------- |
|                | Joseph Chevillon  | Radical socialiste                       | 3 160        | 28,74        | Retrait       | Retrait       |
|                | Louis Gay         | Monarchiste                              | 2 873        | 26,13        | 4 720         | 41,35         |
|                | Camille Vaulbert  | POF (ministériel)                        | 2 554        | 23,23        | Retrait       | Retrait       |
|                | Guillaume Arthaud | Républicain progressiste antiministériel | 1 188        | 10,81        | Retrait       | Retrait       |
|                | Tressaud          | Socialiste                               | 942          | 8,57         | Retrait       | Retrait       |
|                | Henri Brisson     | Radical                                  |              |              | 6 640         | 58,16         |
|                | Divers            | Divers                                   | 277          | 2,52         | 56            | 0,49          |
|                |                   |                                          |              |              |               |               |
| Inscrits       | Inscrits          | Inscrits                                 | 15 275       | 100,00       | 15 275        | 100,00        |
| Votants        | Votants           | Votants                                  | 11 174       | 73,15        | 11 619        | 76,07         |
| Abstention     | Abstention        | Abstention                               | 4 101        | 26,85        | 3 656         | 23,93         |
| Blancs et nuls | Blancs et nuls    | Blancs et nuls                           | 180          | 1,61         | 203           | 1,75          |
| Exprimés       | Exprimés          | Exprimés                                 | 10 994       | 98,39        | 11 416        | 98,25         |

#### 5ecirconscription
| Candidat       | Candidat             | Parti                                    | Premier tour | Premier tour | Deuxième tour | Deuxième tour |
| Candidat       | Candidat             | Parti                                    | Voix         | %            | Voix          | %             |
| -------------- | -------------------- | ---------------------------------------- | ------------ | ------------ | ------------- | ------------- |
|                | Siméon Flaissières   | Socialiste                               | 5 927        | 44,00        | 6 661         | 47,54         |
|                | Jean-Baptiste Ripert | Républicain progressiste antiministériel | 3 469        | 25,75        | 7 343         | 52,41         |
|                | Saint-Yves           | PN                                       | 2 789        | 20,71        |               |               |
|                | Aicard               | Radical                                  | 1 209        | 8,98         |               |               |
|                | Divers               | Divers                                   | 76           | 0,56         | 8             | 0,06          |
|                |                      |                                          |              |              |               |               |
| Inscrits       | Inscrits             | Inscrits                                 | 17 198       | 100,00       | 17 198        | 100,00        |
| Votants        | Votants              | Votants                                  | 13 636       | 79,29        | 14 109        | 82,04         |
| Abstention     | Abstention           | Abstention                               | 3 562        | 20,71        | 3 089         | 17,96         |
| Blancs et nuls | Blancs et nuls       | Blancs et nuls                           | 166          | 1,22         | 97            | 0,69          |
| Exprimés       | Exprimés             | Exprimés                                 | 13 470       | 98,78        | 14 012        | 99,31         |

#### 6ecirconscription
| Candidat       | Candidat       | Parti          | Premier tour | Premier tour |
| Candidat       | Candidat       | Parti          | Voix         | %            |
| -------------- | -------------- | -------------- | ------------ | ------------ |
|                | Antide Boyer   | PSF            | 7 612        | 53,41        |
|                | Brion          | Radical        | 4 946        | 34,70        |
|                | Chabrier       | PN             | 1 695        | 11,89        |
|                |                |                |              |              |
| Inscrits       | Inscrits       | Inscrits       | 19 135       | 100,00       |
| Votants        | Votants        | Votants        | 14 481       | 75,68        |
| Abstention     | Abstention     | Abstention     | 4 654        | 24,32        |
| Blancs et nuls | Blancs et nuls | Blancs et nuls | 228          | 1,57         |
| Exprimés       | Exprimés       | Exprimés       | 14 253       | 98,43        |